# Гинта
Гинта́ (дарг. ХIинтIа, Ginta) — село в Акушинском районе Республики Дагестан.
Образует сельское поселение село Гинта как единственный населённый пункт в его составе.

## География
Расположено в 10 км к юго-востоку от села Акуша, на реке Дарголакотты.

## Население
| 1888  | 1895  | 1926  | 1939  | 1970  | 1989  | 2002  |
| ----- | ----- | ----- | ----- | ----- | ----- | ----- |
| 1233  | ↘1208 | ↘1073 | ↗1311 | ↗1417 | ↗1419 | ↗1840 |
| 2010  | 2012  | 2013  | 2014  | 2015  | 2016  | 2017  |
| ↘1535 | ↘1488 | ↘1453 | ↗1455 | ↘1429 | ↘1413 | ↘1401 |
| 2018  | 2019  | 2020  | 2021  | 2023  | 2024  | 2025  |
| ↘1364 | ↘1348 | ↘1333 | ↗1437 | ↘1426 | ↗1431 | ↗1435 |

## Этимология
Буквально название села означает— скирда, стог. Как гора, на которой расположено селение, так и облик селения, его общий вид очень напоминают конусообразную скирду нагорья. Как предполагает лингвист М. О Османов, первоначально так называлась похожая на скирду гора, а потом, как это обычно бывало, название передалось основанному селу на этой горе.

## Известные уроженцы
- Магомедов, Хизри Магомедович (1919—1994) — полный кавалер ордена Славы.
- Алиев Булат — Герой Социалистического Труда.
- и др.